# П-35 (ракета)
П-35 (П-6) (Индекс УРАВ ВМФ: 4К44, по классификации МО США и НАТО: SS-N-3a Shaddock, с англ. — «Поме́ло») — советская крылатая противокорабельная ракета, разработанная в ОКБ-52, дальнейшее развитие КР П-5. Предназначалась для вооружения надводных кораблей и береговых ракетных комплексов. П-6 — вариант ракеты для размещения на подводных лодках.
Комплекс предназначен для избирательного поражения надводных кораблей, в том числе находящихся за радиолокационным горизонтом. Принят на вооружение в 1962 году. На базе ПКР П-35 создан подвижный ракетный комплекс «Редут» и береговой стационарный ракетный комплекс «Утёс».

## История создания
Задача по разработке противокорабельных крылатых ракет П-35 (для надводных кораблей) и П-6 (для подводных лодок) была поставлена в постановлении Совета Министров СССР от 17 августа 1956 года. Проектирование этих мало отличавшихся друг от друга ракет было поручено ОКБ-52.
Система управления «Антей» создавалась в НИИ-49, фугасно-боевая часть 4Г-48 — в НИИ-6. Пусковая установка для ракеты была разработана КБМ в Москве.

## Конструкция
Ракеты семейства П-35 имели цилиндрический фюзеляж с головным обтекателем оживальной формы, крыло высокой стреловидности и расположенный под корпусом вертикальный стабилизатор. В движение ракета приводилась турбореактивным двигателем КРД-26 (для П-6, у П-35 — КР7-300) с расположенным под фюзеляжем в кормовой части воздухозаборником, старт осуществлялся из пускового контейнера, с помощью двух твердотопливных ракетных ускорителей. На ракете П-35 для уменьшения потерь на входе был поставлен воздухозаборник с коническим центральным телом.
Дальность действия ракеты варьировалась в зависимости от высоты и профиля полёта. Высота на маршевом участке полёта могла изменяться от 400 до более чем 7000 метров, дальность действия менялась от 100 километров на минимальной маршевой высоте полёта, и до 300 километров на максимальной. Маршевая скорость составляла М=1,4. Масса фугасно-кумулятивной или специальной 20-килотонной боевой части составляла 800-1000 кг.
ПКР имела комбинированную систему наведения: радиокомандную на маршевом участке полёта и активное радиолокационное наведение на конечном участке. На маршевом участке, оператор отслеживал полёт ракеты с помощью бортовой РЛС корабля-носителя и удерживал курс в сторону цели. Ракета при этом должна была оставаться в поле видимости радара корабля-носителя, что определяло требование к большой высоте полета.

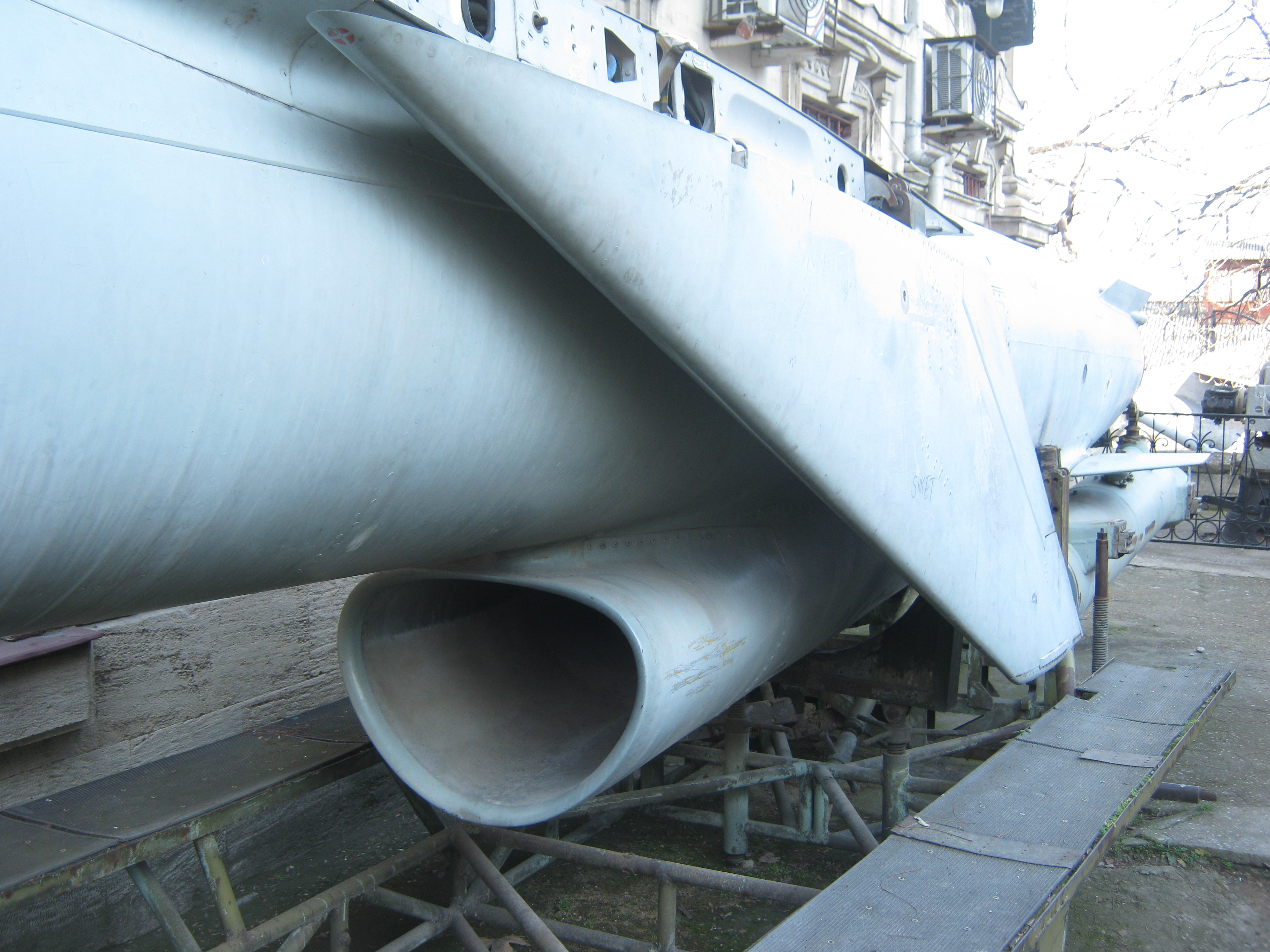
Воздухозаборник ракеты П-6

На участке атаки, ПКР включала радиолокационный визир и ретранслировала на корабль данные, поступающие с её головки самонаведения. Оператор вручную осуществлял селекцию и распределение целей, после чего ракета захватывала выбранную оператором цель своей активной радиолокационной головкой самонаведения и снизившись до высоты в несколько десятков метров, осуществляла атаку. Также, было возможным и применение ракеты против наземных целей: при этом ракета наводилась оператором по данным радиолокационного визира и пикировала на цель под углом в 80 градусов.
Кроме того, был предусмотрен и полностью автономный режим, без связи с кораблём-носителем, но при этом ПКР лишалась возможности выбора цели.

## Испытания
В ходе первого этапа летных испытаний ракеты П-35 без радиотехнической аппаратуры с октября 1959 по март 1960 года было проведено 5 пусков. Следующий этап начался в июле 1960 года, проходил на полигоне в районе Красноводска на Каспийском море и состоял из 7 пусков, в ходе которых были выявлены проблемы, потребовавшие доработки системы управления «АПЛИ-1». Серия успешных пусков была проведена в конце 1962 года. В результате комплекс с ракетой П-35 был принят на вооружение в 1962 году.
Первый этап летных испытаний ракет П-6 без радиотехнической аппаратуры проводился под Балаклавой с декабря 1959 по июль 1960 года. Второй — с июля по декабрь 1960 года недалеко от Северодвинска на полигоне рядом с селом Нёнокса. Там было проведено 6 пусков в ходе которых были выявлены проблемы в работе системы управления «Антей». Система управления была доработана и до декабря 1961 года было осуществлено ещё 7 пусков.
Первый этап совместных испытаний П-6 также проводились в Нёноксе с мая по декабрь 1962 года. Второй — с июля по октябрь 1963 года на подводной лодке проекта 675У. Из пяти запусков два привели к прямому поражению цели. Третий этап включал в себя пуски с подводных лодок проектов 651 (3 пуска) и 675 (9 пусков), в 7 из которых были зафиксированы прямые попадания. В июне 1964 года ракета П-6 была принята на вооружение лодок проектов 651 и 675.

## Носители

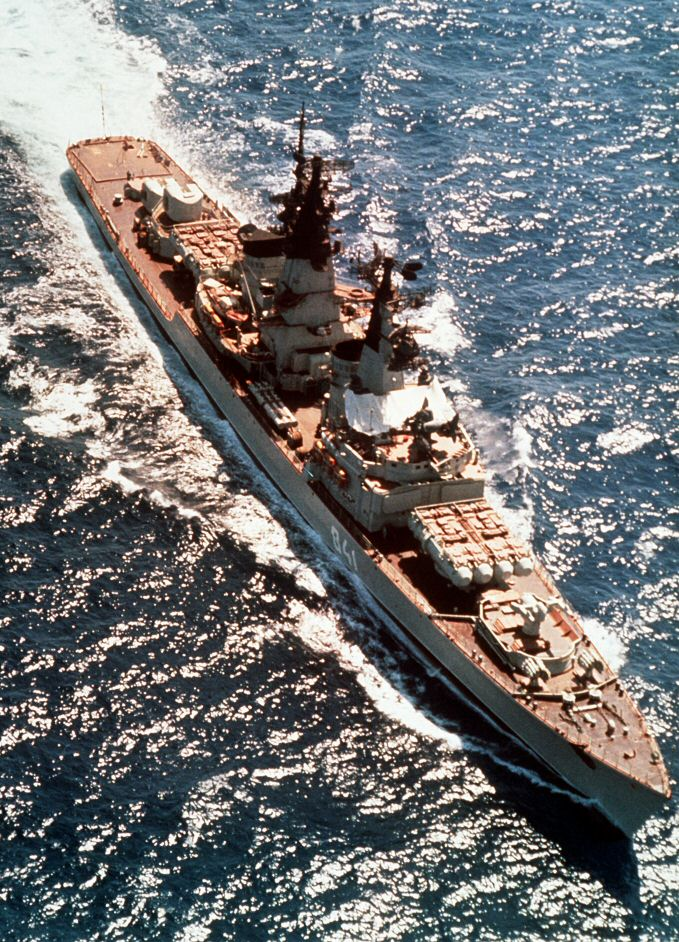
Крейсер проекта 58, с двумя счетверёнными ПУ ракет П-35.

Ракета П-35 запускалась с ряда различных пусковых установок. На ракетных крейсерах проекта 58 устанавливалась счетверённая поворотная пусковая установка СМ-70. Расположенная на вращающемся основании, установка могла поворачиваться в сторону цели, тем самым облегчая наведение ракет на начальной стадии полёта. Установка также имела возможность перезарядки в море из ракетных погребов, где хранился запасной боекомплект.
Ракетные крейсера проекта 1134 получили две спаренные неперезаряжаемые ПУ КТ-35, наводившиеся только в вертикальной плоскости.
Модификация ПКР, предназначенная для дизель-электрических подводных лодок проекта 651 и атомных подлодок проекта 675, ракета П-6 запускалась из контейнерной пусковой установки СМ-49. Запуск был возможен только в надводном положении, при скорости субмарины не более 8 узлов и волнении моря не более 4 баллов. Перед запуском, пусковая установка (смонтированная в корпусе) поднималась на угол до 15 градусов.

## Система разведки и целеуказания
Для нанесения ударов по надводным кораблям на дистанциях, которые превышали дальность прямой радиолокационной видимости, потребовалось создание системы разведки и целеуказания. Разработка такой морской системы разведки и целеуказания (МРСЦ) «Успех» началась по постановлению правительства в июле 1959 года в ГСКБ. Система была принята на вооружение в 1965 году.
Система состояла из авиационного и корабельного комплекса. Вскрытие надводной обстановки и автоматическая ретрансляция данных осуществлялись с помощью самолета Ту-95РЦ (первоначально — Ту-16РЦ) или вертолета корабельного базирования Ка-25Ц. Данные передавались на корабельную часть комплекса, где была установлена аппаратура «Аргумент» в составе антенного устройства, пульта командира надводного корабля или подводной лодки (управляющего огнем) и четырех пультов операторов. Таким образом была обеспечена возможность ведения загоризонтная стрельба ракетами П-6 и П-35. Это существенно расширило возможности применения сил ВМФ.

## Модификации

### П-6

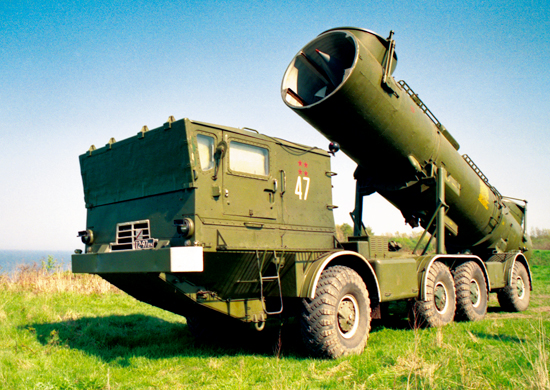
Береговой ракетный комплекс «Редут»

Модификация ракеты П-35 для стрельбы с подводных лодок в надводном положении. Использовано телеуправление и трансляция изображения целевой обстановки на пульт управления носителя. Испытания ракеты начались 23 декабря 1959 года. Комплекс П-6 был принят на вооружение дизельных подводных лодок проекта 651 и и атомных подлодок проекта 675 постановлением Совета Министров СССР от 23 июня 1964 года.

### П-35Б
В августе 1960 года вышло Постановление Совета Министров о разработке на базе П-35 противокорабельного комплекса береговой обороны «Редут». Ракета нового комплекса получила обозначение П-35Б. Габариты и устройство ракеты практически не отличались от П-35.
Была создана подвижная пусковая установка СПУ-35 на четырехосном шасси ЗИЛ-135К или БАЗ-135МБ. Масса установки с ракетой — 21 тонна, экипаж — 5 человек. Пуск ракеты осуществлялся под углом 20 градусов. Комплекс «Редут» принят на вооружение в августе 1966 года.
Также на ракеты П-35Б с ракет «Сопка» были перевооружены береговые стационарные комплексы «Утес».

### Прогресс
Ракета 3М44 «Прогресс» является результатом модернизации П-35. Изменениям подверглась бортовая система наведения, которая получила повышенную помехозащищенность и избирательность за счет использования новых агрегатов электрооборудования и стартового агрегата. За счет того, что протяженность конечного участка траектории была увеличена, а высота полета на нем — снижена, была повышена скрытность и неуязвимость ракеты при подходе к цели. Комплекс «Прогресс» принят на вооружение в 1982 году. Ракеты «Прогресс» помимо вооружения крейсеров проектов 58 и 1134 заменили П-35 в береговом подвижном комплексе «Редут».

## Тактико-технические характеристики
Характеристики указаны для П-35, в скобках — для П-6, если отличается:
- Длина: 10 м (10,9 м)
- Диаметр: 0,9 м
- Размах крыльев: 2,6 м (2,5 м)
- Стартовая масса: 4,5 т. (5,3 т.)
- Скорость: M=1,3
- Дальность стрельбы: 300 км (450 км)
- Высота полёта: 100/4000/7000 м.
- Точность стрельбы (КВО): 0,5-1,5 км.[30]
- Тип боевой части
  - фугасно-кумулятивная
  - ядерная

## Оценка проекта
Ракетный комплекс впервые позволил решить задачу избирательного поражения сверхзвуковыми ракетами подвижных целей на большой дальности за радиолокационным горизонтом. Поражение кораблей противника обеспечивалось в том числе в режиме самонаведения при залпе полного боекомплекта ракет.

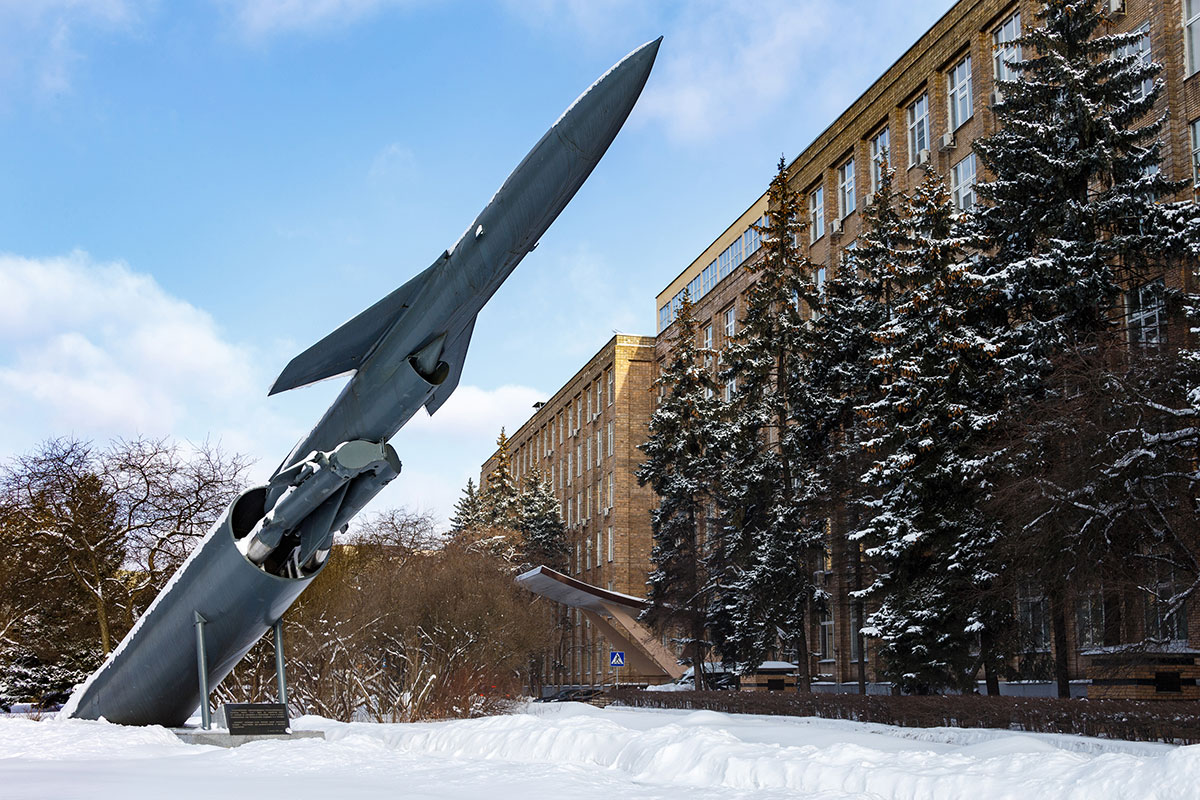
Памятник ПКР П-35 на территории НПО «Машиностроения»

Адмирал Ф.И. Новоселов давал следующую оценку:
Ракетные комплексы П-6 и П-35 стали первыми комплексами высокоточного оружия ВМФ, способными поражать малоразмерные маневрирующие надводные цели на различных дальностях от стреляющего корабля, в т.ч. и цели, находящиеся за горизонтом. Пуск ракет с ПЛ со загоризонтным целям осуществлялся по целеуказанию с внешнего источника информации, а наведение и распределение ракет залпа на цели выполнялось по командам операторов корабля, на основе информации, получаемой от радиолокационного визира ракет в виде картинок радиолокационных меток ордера кораблей противника.Ф.И. Новоселов, «Протон» от Челомея, Независимое военное обозрение. 2004. № 25
На уровне высшего руководства страны уже при принятии комплекса на вооружение были намечены направления дальнейшего развития управляемых противокорабельных комплексов — переход к использованию ракет с подводным стартом и необходимость создания системы морской космической разведки и целеуказания (МКРЦ).